# Lipotactes virescens
Lipotactes virescens är en insektsart som beskrevs av Sigfrid Ingrisch 1995. Lipotactes virescens ingår i släktet Lipotactes och familjen vårtbitare. Inga underarter finns listade i Catalogue of Life.